# Пшистроне (Нижньосілезьке воєводство)
Пшистроне (пол. Przystronie) — село в Польщі, у гміні Лаґевники Дзержоньовського повіту Нижньосілезького воєводства.
Населення — 176 осіб (2011).
У 1975-1998 роках село належало до Вроцлавського воєводства.

## Демографія
Демографічна структура станом на 31 березня 2011 року:
|          | Загалом | Допрацездатний вік | Працездатний вік | Постпрацездатний вік |
| -------- | ------- | ------------------ | ---------------- | -------------------- |
| Чоловіки | 79      | 22                 | 50               | 7                    |
| Жінки    | 97      | 22                 | 58               | 17                   |
| Разом    | 176     | 44                 | 108              | 24                   |